# Timezgana
Timezgana (franska: Timezgana (CR), Timezgana (Commune Rurale), arabiska: البسابسا) är en kommun i Marocko.   Den ligger i provinsen Taounate och regionen Fès-Meknès, i den nordöstra delen av landet, 200 km öster om huvudstaden Rabat. Antalet invånare är 15 085.